# Vittorio Cerri
Vittorio Cerri (Moncalvo, 14 dicembre 1857 – Laigueglia, 14 agosto 1938) è stato un ammiraglio italiano.

## Biografia
Nato a Moncalvo, all'epoca in provincia di Alessandria, il 14 dicembre 1857, nel 1873 entrò nella Regia Scuola militare di Marina di Genova in qualità di allievo uscendone nel 1878 con la nomina a guardiamarina. Nel 1897-98 in occasione della rivolta di Creta con il grado di capitano di corvetta prese parte alle operazioni a Creta della Squadra internazionale al comando del viceammiraglio Canevaro, inizialmente in qualità di comandante in 2ª dell'ariete torpediniere Etna, che accolse a bordo oltre 700 cristiani in fuga dagli eccidi di La Canea, poi per oltre un anno come comandante del distaccamento a terra dei marinai italiani inseriti nel presidio internazionale, di cui fu anche capo di stato maggiore.
Dopo aver conseguito nel 1900 la promozione al grado di capitano di fregata ha comandato la pirocorvetta corazzata di 2ª classe Terribile e dopo la promozione a capitano di vascello nel 1904 capitano di vascello ebbe il comando della corazzata Regina Elena.
Tra il 1906 e il 1907 ha retto il comando della difesa militare marittima di Spezia e tra il 1908 e il 1911 ricoprì la carica di capo di stato maggiore delle Forze Navali.
Nel 1911 conseguì la promozione a contrammiraglio e in tale grado ebbe il comando della Divisione navi scuola con insegna prima sulla corazzata Re Umberto e poi sulla corazzata Benedetto Brin. Nel 1914 venne promosso viceammiraglio e tra il 1915 e il 1917 assunse la carica di comandante in capo della piazza e del dipartimento militare marittimo di Taranto, incarico che ricopriva alla data del 24 maggio 1915. Nel corso della prima guerra mondiale ha assunto, ad interim, dal giugno 1917 al marzo 1918, il comando dell'Armata navale, antesignano dell'attuale comando in capo della squadra navale. Nell'aprile 1918 venne collocato in ausiliaria, per essere poi successivamente richiamato temporaneamente in servizio attivo dal 1922 al 1927 conseguendo la promozione a viceammiraglio d'armata nel 1923, quando, in seguito al regio decreto n. 2395 dell'11 novembre 1923, «Ordinamento gerarchico dell'Amministrazione dello Stato» con cui vennero modificati assieme agli altri vertici delle forze armate del Regno i gradi degli ammiragli, il grado di viceammiraglio venne diviso in due gradi distinti: viceammiraglio di armata e viceammiraglio di squadra. Al grado di viceammiraglio d'armata furono elevati, oltre a Vittorio Cerri, anche i viceammiragli Amero d'Aste, Umberto Cagni, Enrico Millo, Emilio Solari, Alfredo Acton, Diego Simonetti e Gustavo Nicastro. In seguito, per effetto della legge 8 giugno 1926 n. 1178, le denominazioni di grado di viceammiraglio di armata e viceammiraglio di squadra furono abolite e sostituite con quelle di ammiraglio d'armata e di ammiraglio di squadra.
L'ammiraglio Vittorio Cerri morì a Laigueglia in provincia di Savona 14 agosto 1938.